# 新丸村
新丸村（しんまるむら）は、石川県能美郡に存在した村。
町村制の施行以前の村の内、新保村及び丸山村の名前を合成して、村名とした。

## 地理
- 現在の小松市南部の山間部に位置し、大日川の最上流部の谷とその支流・杖川の谷に添い、大倉岳、荒倉岳、大日山、五百峠、牛ヶ首峠などの山々に囲まれた村である。
- 村の主な産業は木炭製造だった。
- 過疎化の進行していた地域で、1889年（明治22年）には2,139人いた人口が1920年（大正9年）には1,863人、1953年（昭和28年）には864人と減少。過疎化対策としてナメコ栽培、鱒の養殖を新丸村で行っていた事もあった。
- 現在では旧新丸村の地域にバス路線は無く、国道416号も福井県境の大日峠前後の区間は、長らく車両通行不能区間となっていたが、2018年（平成30年）９月９日に開通した。ただ、道幅が狭く、対向車のすれ違いが困難のため、道路の状態は良いとは言えない。牛ヶ首峠を越えた大杉町にある小松バスの大杉上町停留所が最も近いと思われる。
- 旧鳥越村（現白山市）との境に大日川ダムのダム湖があり、かつての小原の集落はこの湖の下になっている。
- なお、現在では上記の小原のほか、杖も無人化しており、その他の集落もすべて冬期には無人化する。実際に旧新丸村に向かう道路はいずれも冬期には閉鎖となっている。

## 歴史
- 1889年（明治22年）4月1日 - 町村制の施行により、小原村、丸山村、須納谷（すのだに）村、新保村及び杖（つえ）村の区域をもって、新丸村が発足する。当初役場は丸山に設置。
- 1915年（大正4年） - 役場が須納谷に移転。
- 1917年（大正6年）- 役場が再び丸山に戻る。
- 1956年（昭和31年）9月30日 - 小松市に編入する。このうち大字須納谷は花立町、大字杖は津江町に名称を変更する、他の3大字はそのまま小松市の町名に継承。

いわゆる昭和の大合併の時期に、金野村、西尾村、大杉谷村、新丸村の4村で「南能美町」とする構想もあったが、実現には至らなかった。